# Diritto allo studio
Il diritto allo studio è uno dei diritti fondamentali ed inalienabili della persona, nonché principio sancito nel diritto internazionale dalla Dichiarazione universale dei diritti umani dell'ONU.

## Storia
Fin dalla costituzione delle prime università, e fino a tutta l'età moderna, pur se in maniera non uniforme, sia gli organi universitari, che le autorità locali avevano emanato provvedimenti per favorire il soggiorno degli studenti provenienti dall'estero.
Riforme più sostanziali vennero emanate nel periodo della costituzione degli Stati nazionali. Per esempio, il Regno di Sardegna, già nel 1720, promulgò norme di assistenza verso gli studenti universitari, istituendo il Reale Collegio delle Province, che aveva la funzione di assicurare a cento giovani poveri, ma forniti di buon ingegno e propensi allo studio i mezzi necessari per attendere agli studi.
La dichiarazione è stata recepita dagli stati membri dell'ONU nel 1948, con l'articolo 26 garantisce il diritto all'istruzione e per renderlo effettivo si consiglia la gratuità e obbligatorietà dei livelli fondamentali e l'accesso su base di merito ai livelli superiori. Lo stesso articolo continua insistendo anche sulla qualità e il fine dell'istruzione quale rispetto dei diritti umani e pieno sviluppo della personalità, al fine di evitare forme di indottrinamento tipiche dei regimi dittatoriali (ricordiamo che la dichiarazione viene firmata nel 1948 poco dopo la seconda guerra mondiale causata anche dalla diffusione dei regimi totalitari in Europa).
L'Art. 33 e l’Art. 34 della Costituzione italiana sanciscono l’importanza del Diritto all’istruzione. Il Diritto allo studio è intangibile e irrinunciabile e le istituzioni hanno il dovere di garantirlo. Nell’Unione Europea il diritto all’istruzione è sancito dalla “Carta dei diritti fondamentale” dell’UE, secondo la quale l’Art. 14 recita: “Ogni persona ha diritto all’istruzione e all’accesso alla formazione professionale e continua”

## Nel diritto internazionale

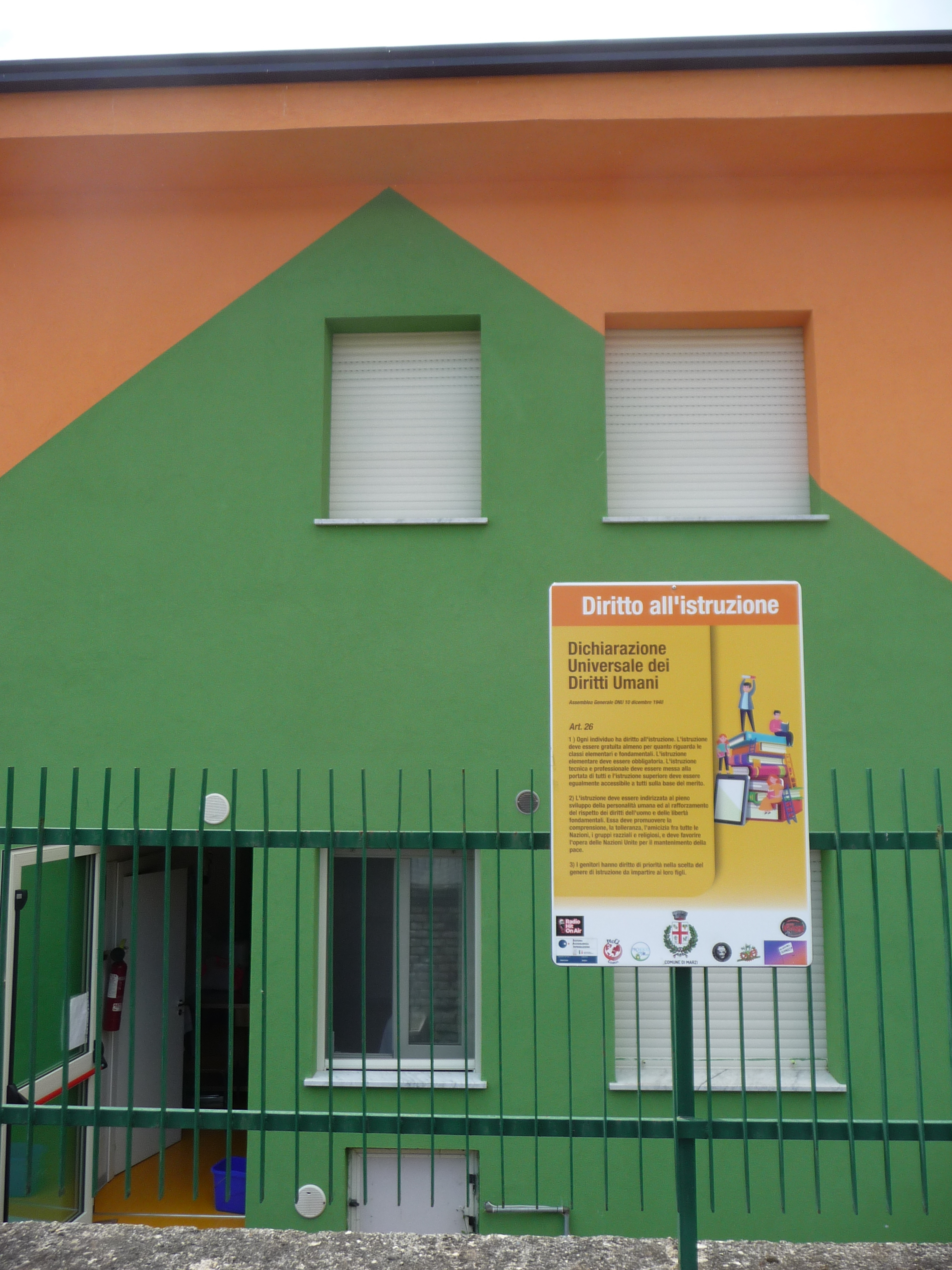
Scuola di Marzi (provincia di Cosenza) con tabella sul diritto universale all'istruzione

### Dichiarazione universale dei diritti umani
La dichiarazione universale dei diritti umani all'art. 26 recita:
(ONU, Dichiarazione Universale dei Diritti Umani, art. 26)
I principi della Dichiarazione universale dei diritti umani sono fatti propri da molte costituzioni dei Paesi europei, tra cui quella italiana.
Nonostante lo Stato democratico, che si fonda anche sulle pari opportunità e sull’uguaglianza, sancita dall’Art. 3 della Costituzione italiana che recita: “Tutti i cittadini hanno pari dignità sociale e sono eguali davanti alla legge, senza distinzione di sesso, di razza, di lingua, di religione, di opinioni politiche, di condizioni personali e sociali”, sussistono ancora delle discriminazioni e delle disparità di genere nei confronti di milioni di bambini e bambine a cui non viene data l’opportunità di avere un’istruzione.
Portavoce di questo fenomeno e simbolo della lotta a favore del diritto delle donne all’istruzione, è la vincitrice del premio “SACHAROV 2013”, “Malala” che ha sostenuto con coraggio i propri diritti scrivendo un Blog anonimo e tenendo discorsi pubblici quando il regime dei talebani vietò il diritto all’istruzione delle ragazze del paese. Nonostante avesse subito un attentato alla sua vita, mentre tornava da scuola, “Malala” si è dimostrata determinata più che mai nella sua lotta a favore dei diritti d’istruzione delle donne.

## Nelle legislazioni statali

### Italia
Il diritto allo studio in Italia è un diritto soggettivo che trova il suo fondamento nei comma 3 e 4 dell'art. 34 della Costituzione della Repubblica Italiana nei quali si afferma il diritto dei capaci e meritevoli, anche se privi di mezzi economici, di raggiungere i gradi più alti degli studi nonché il dovere della Repubblica a rendere effettivo questo diritto con borse di studio, assegni alle famiglie ed altre provvidenze da attribuire mediante concorso.